# 4422 Jarre
För andra betydelser, se Jarre.
4422 Jarre eller 1942 UA är en asteroid i asteroidbältet mellan planeterna Mars och Jupiter. Den upptäcktes av den franske astronomen Louis Boyer den 17 oktober 1942. Asteroiden namngavs av G.V. Williams efter de båda franska musikerna Maurice (1924-2009) och Jean Michel Jarre (född 1949), far och son.
Den tillhör asteroidgruppen Flora.